# Chaîne Hens
La chaîne Hens est une chaîne de montagnes située au nord du Puncak Jaya en Indonésie.